# Open Gaming License
La Open Gaming License (anche Open Game License o OGL) è una licenza open content progettata per i giochi di ruolo, valida in tutto il mondo. È stata pubblicata dalla Wizards of the Coast nel 2000 per la pubblicazione del System Reference Document (SRD), una versione condensata del regolamento di Dungeons & Dragons Terza Edizione.
La sua pubblicazione fu voluta da Ryan Dancey, all'epoca brand manager di Dungeons & Dragons ed originariamente è stata utilizzata in accoppiata alla d20 License System, ma successivamente è stata utilizzata da altri editori anche per regolamenti non derivati dal d20 System.
A volte ci si riferisce all'insieme dei soggetti che rilasciano i propri lavori sotto OGL come "open gaming movement".

## Termini di licenza
La versione 1.0 della OGL è stato pubblicato dalla Wizards of the Coast nel 2000. La traduzione ufficiale in lingua italiana della licenza non avviene per motivi legali. Da molti punti di vista, la OGL assomiglia alle altre licenze open source; questa sezione tratta principalmente delle differenze fra la OGL e le licenze open source standard.
La OGL descrive due forme di contenuti: l'Open Gaming Content (OGC), ovvero il contenuto che rappresenta le meccaniche di gioco, che viene distinto dal contenuto non-OGC, definito "closed content" (in opposizione all'"open content"), protetto invece dalle normali norme sul copyright. La OGL permette di includere in una singola opera sia OGC – open content – che closed content, a condizione che l'editore o il soggetto che rilascia il materiale indichi chiaramente quali parti dell'opera siano OGC (ad esempio, «This material is Open Game Content, and is licensed for public use under the terms of the Open Game License v1.0a»).
Inoltre la OGL definisce il concetto di Product Identity (PI), traducibile come "identità di prodotto", nel seguente modo:
(Open Game License Version 1.0a)
Il PI deve essere chiaramente definito dall'editore e, con la OGL, eventuali utilizzatori sono avvisati che la distribuzione, la copia, la modifica del PI o la dichiarazione di compatibilità o adattabilità con il materiale identificato da marchi del proprietario del PI è proibita, a meno che non venga concessa l'autorizzazione in seguito ad un accordo separato con il detentore del PI, che potrebbe portare a licenziare il materiale sotto una differente licenza d'uso.
Infine, la OGL richiede la presenza del testo della licenza; a differenza delle altre licenze open source, per mantenere l'attribuzione del materiale il testo deve essere alterato con la copia dell'avviso di copyright presente nel testo della licenza che accompagna il materiale originario. L'avviso di copyright è presente nella sezione 15 Copyright Notice.

## Utilizzo della licenza
La licenza autorizza l'utilizzazione libera, gratuita, perpetua e senza contropartita del materiale identificato come Open Game Content a fronte del rispetto dei termini di licenza. Per contro, l'utilizzazione del materiale identificato come Product Identity è sottomessa ad un accordo con la parte proprietaria del materiale rilasciato (la Wizards of the Coast nel caso di Dungeons & Dragons e di d20 Modern). Senza autorizzazione, un eventuale gioco non potrebbe fare riferimento o dichiararsi compatibile con il gioco i cui diritti d'autore sul Product Identity appartengono ad altri; quindi è possibile fare riferimento solo al materiale sotto OGL identificato come OGC come, ad esempio, nel caso della SRD, un documento interamente costituito da materiale OGC. I prodotti che utilizzano materiale sotto OGL devono essere a loro volta rilasciati sotto OGL, cosicché ogni pubblicazione possa essere essa stessa una fonte del materiale OGC.
Concretamente, questa licenza autorizza gli editori di giochi di ruolo a utilizzare un sistema di gioco di ruolo senza dover pagare i diritti d'autore. Da notare che la Open Gaming License è di proprietà della Wizards of the Coast.

## Sistemi pubblicati
Tra i sistemi che sono pubblicati con l'OGL ci sono:
- Jonathan Tweet, Monte Cook e Skip Williams, Dungeons & Dragons 3.0, Wizards of the Coast, 2000
- Rob Heinsoo e Jonathan Tweet, 13th Age, Pelgrane Press su licenza Fire Opal Media
- Castles & Crusades, Troll Lord Games
- Fred Hicks e Rob Donoghue, Fate, Fantastic Adventures in Tabletop Entertainment (OGL e CC-BY 3.0)
- Steffan O'Sullivan, Fudge, Grey Ghost Games
- Robin D. Laws, GUMSHOE System, Pelgrane Press (OGL e CC-BY-3.0)[6]
- Daniel Proctor, Labyrinth Lord by Goblinoid Games
- Legend, Mongoose Publishing, 2011. Basato sul regolamento di RuneQuest, dopo che aveva perso i diritti sul nome RuneQuest e sull'ambientazione di Glorantha
- OpenD6, basato sul D6 System originariamente pubblicato dalla West End Games
- Stuart Marshall e Matt Finch, OSRIC, 2006
- Jason Bulmahn, Pathfinder (Pathfinder Roleplaying Game), Paizo Publishing, 2009
- Traveller, Mongoose Publishing, 2008